# Navarredonda de Gredos
Navarredonda de Gredos è un comune spagnolo di 506 abitanti situato nella comunità autonoma di Castiglia e León.